# أبغرمك العليا (ماهرو)
أبغرمك العلیا (بالفارسية: آب‌گرمگ علیا) هي منطقة سكنية تقع في إيران في قسم ماهرو الریفي. يقدر عدد سكانها بـ 22 نسمة .